# Ньюфаундленд (колония)
Колония Ньюфаундленд (англ. Newfoundland Colony) — британское колониальное владение, дважды создававшееся в Северной Америке (в XIX и XX веках).

## Европейская колонизация Ньюфаундленда
Начиная с 1610 года с санкции английской короны на острове Ньюфаундленд, как и в других местах побережья Северной Америки, начали возникать частные колонии, возглавляемые их собственниками. В 1638 году английский король Карл I назначил своего фаворита Дэвида Керка владельцем всего Ньюфаундленда, однако после свержения Карла Керк также был арестован. В конце XVII века во время войны короля Вильгельма английские поселения на Ньюфаундленде были почти полностью уничтожены французами и союзными им индейскими племенами. Лишь в 1713 году Утрехтский мир закрепил за островом британский суверенитет.
Из-за слабой связи с Тринадцатью колониями Ньюфаундленд не был вовлечён в разразившиеся там в конце XVIII века революционные события. После провозглашения независимости США некоторое количество британских лоялистов, вынужденных покинуть территорию бывших Тринадцати колоний, переселилось в том числе и на Ньюфаундленд.

## Первое создание
В 1825 году Ньюфаундленд официально стал коронной колонией, его первым губернатором был назначен Томас Джон Кокрейн. Кокрейн построил здание администрации (входящее ныне в список национальных исторических памятников Канады), разделил колонию на три юридических округа с отдельными судами, и начал бороться с бедностью, организовав строительство дорог.
Кокрейн противился введению в колонии системы представительного управления, тем не менее в 1832 году в колонии была введена Конституция, и Кокрейн стал её первым гражданским губернатором. На этом посту он оказался вовлечён во множество конфликтов, и в 1834 году был отозван из-за падения популярности.
В 1854 году колония получила самоуправление, её первым премьер-министром стал Филип Фрэнсис Литл. В 1869 году местное правительство отказалось от вступления в Канадскую конфедерацию.
В 1907 году Ньюфаундленд получил статус доминиона.

## Второе создание
В 1934 году в результате мирового экономического кризиса хозяйство доминиона Ньюфаундленд пришло к полнейшему финансовому краху — настолько глубокому, что по запросу правительства доминиона его самостоятельность была отменена и Ньюфаундленд вернулся в статус колонии под управлением назначенной Лондоном специальной комиссии.
Во время Второй мировой войны американский президент Рузвельт и британский премьер-министр Черчилль подписали в 1940 году Договор «эсминцы в обмен на базы», в соответствии с которым, в частности, США получили право на военно-морские базы на Ньюфаундленде. На остров хлынули американские деньги, что привело к росту благосостояния населения, около 25 % которого находилось до этого за чертой бедности. Так как Ньюфаундленд стал важным звеном на маршруте трансатлантических конвоев, резко выросли его международные контакты, что оказало сильное влияние на местное патриархальное общество.
Опасения по поводу того, что американское присутствие на острове станет постоянным, заставили канадское правительство возобновить попытки присоединения Ньюфаундленда к Канадской Конфедерации. На острове началась активная проканадская агитация, и Ньюфаундлендские референдумы 1948 года привели к тому, что Ньюфаундленд вошёл в состав Канады в качестве провинции.